# حرکت پرتابه

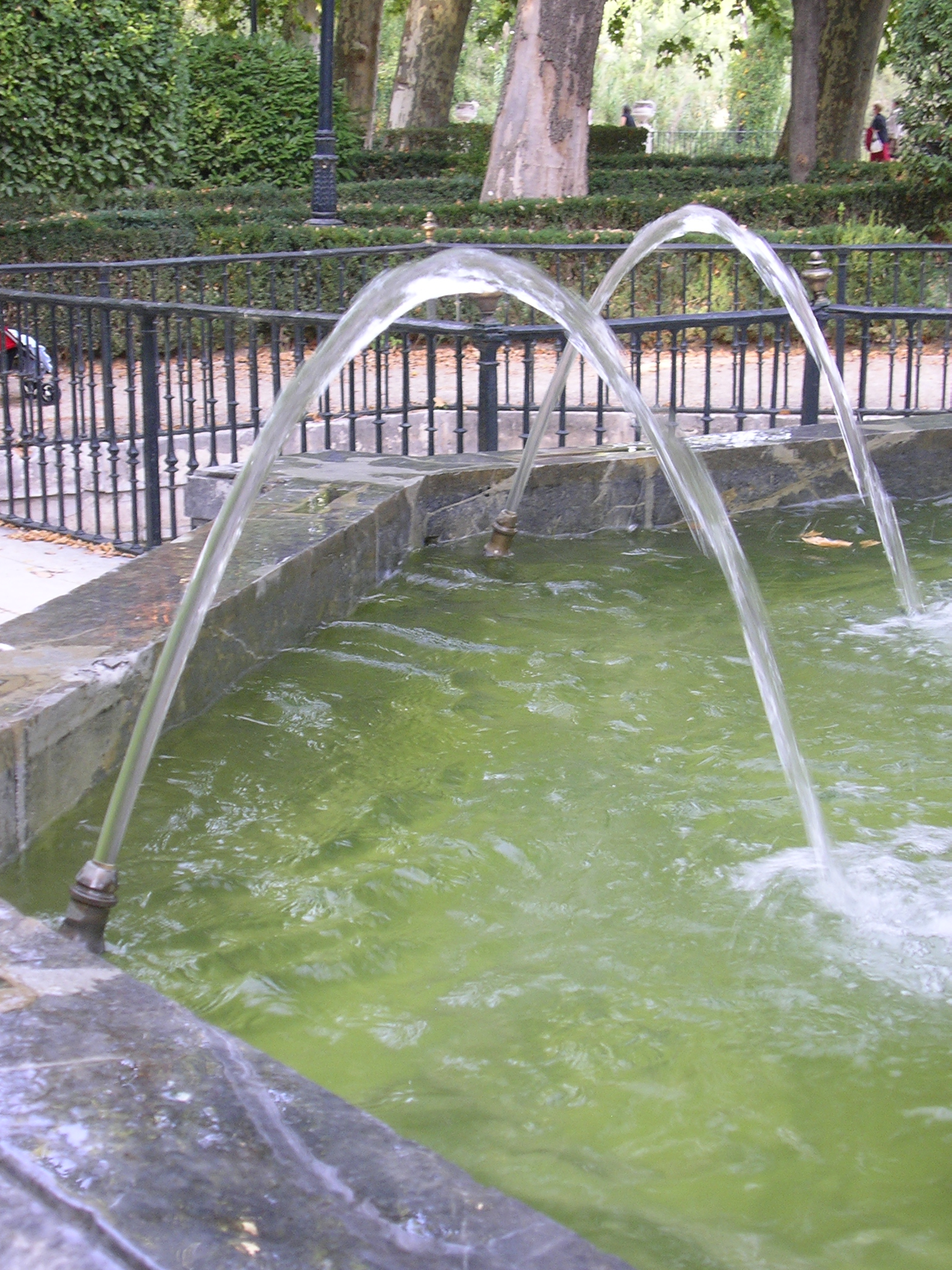
مسیر حرکت آب سهمی

حرکت پرتابه (به انگلیسی: Projectile motion) شکلی از حرکت است که توسط یک جسم یا ذره (پرتابه) تجربه می‌شود که در یک میدان گرانشی مانند از سطح زمین پرتاب می‌شود و تنها تحت تأثیر گرانش در امتداد یک مسیر منحنی حرکت می‌کند. در مورد خاص حرکت پرتابه روی زمین، اکثر محاسبات تأثیرات مقاومت هوا را غیرفعال و ناچیز فرض می‌کنند. مسیر منحنی اجسام در حرکت پرتابه توسط گالیله به عنوان یک سهمی نشان داده شد، اما ممکن است در موارد خاص زمانی که مستقیماً به سمت بالا یا پایین پرتاب می‌شود، یک خط مستقیم باشد. مطالعه چنین حرکاتی بالستیک نامیده می‌شود و چنین مسیری یک مسیر بالستیک است. تنها نیروی با اهمیت ریاضی که به‌طور فعال بر جسم اعمال می‌شود، گرانش است که به سمت پایین عمل می‌کند، بنابراین به جسم یک شتاب رو به پایین به سمت مرکز جرم زمین می‌دهد. به دلیل اینرسی جسم، هیچ نیروی خارجی برای حفظ مولفه سرعت افقی حرکت جسم مورد نیاز نیست. در نظر گرفتن دیگر نیروها، مانند کشش آیرودینامیکی یا نیروی محرکه داخلی (مانند موشک)، نیاز به تجزیه و تحلیل بیشتری دارد. موشک بالستیک موشکی است که فقط در طول مرحله نسبتاً کوتاه اولیه پرواز هدایت می‌شود و مسیر باقیمانده آن توسط قوانین مکانیک کلاسیک کنترل می‌شود. 

مولفه‌های سرعت اولیه پرتاب سهمی

بالستیک (از یونان باستان βάλλειν bállein 'پرتاب کردن') علم دینامیک است که به پرواز، رفتار و اثرات پرتابه ها، به ویژه گلوله ها، بمب های هدایت نشده، موشک ها یا موارد مشابه می پردازد.  
معادله ابتدایی بالستیک تقریباً هر عاملی را به جز سرعت اولیه و شتاب ثابت گرانشی فرضی نادیده می گیرد. راه حل های عملی یک مسئله بالستیک اغلب مستلزم ملاحظات مقاومت هوا، بادهای متقابل، حرکت هدف، شتاب متغیر به دلیل گرانش، و در مسائلی مانند پرتاب موشک از نقطه ای روی زمین به نقطه دیگر، چرخش زمین است. راه‌حل‌های ریاضی دقیق مسائل عملی معمولاً دارای راه‌حل‌های بسته نیستند و بنابراین برای پرداختن به روش‌های عددی نیاز دارند.

## کمیت های سینماتیکی

مسیرهای پرتابه با کشش هوا و سرعت های اولیه متغیر

در حرکت پرتابه، حرکت افقی و حرکت عمودی مستقل از یکدیگر هستند. یعنی هیچ یک از حرکت ها بر دیگری تأثیر نمی گذارد. این اصل حرکت مرکب است که توسط گالیله در سال 1638 تأسیس شد  و توسط او برای اثبات شکل سهموی حرکت پرتابه استفاده شد.

خط سیر بالستیک, سهمی با شتاب همگن است، مانند یک سفینه فضایی با شتاب ثابت در غیاب نیروهای دیگر. در زمین، شتاب با ارتفاع و جهت با طول و عرض جغرافیایی تغییر می کند. این باعث ایجاد یک مسیر بیضوی می شود که در مقیاس کوچک به سهمی بسیار نزدیک است. با این حال، اگر جسمی پرتاب شود و زمین به طور ناگهانی با سیاهچاله ای با جرم مساوی جایگزین شود، آشکار می شود که مسیر بالستیک, بخشی از یک مدار بیضوی حول آن سیاهچاله است و نه سهمی که تا بی نهایت ادامه دارد. در سرعت‌های بالاتر، مسیر می‌تواند دایره‌ای، سهموی یا هذلولی باشد (مگر اینکه توسط اجرام دیگری مانند ماه یا خورشید منحرف شود.

مسیرهای بالستیک اگر گرانش همگن باشد سهمی و اگر گرد باشد بیضوی است.

## شتاب

اجزای افقی و عمودی سرعت پرتابه مستقل از یکدیگر هستند.

از آنجایی که شتاب فقط در جهت عمودی وجود دارد، سرعت در جهت افقی ثابت است و برابر است با : 

حرکت عمودی پرتابه، حرکت یک ذره در طول سقوط آزاد آن است. در اینجا شتاب ثابت است و برابر با g است.اجزای شتاب عبارتند از:

## سرعت
از آنجایی که شتاب فقط در جهت عمودی وجود دارد، سرعت در جهت افقی ثابت است و برابر است با :

که به صورت مجموع اجزای افقی و عمودی به صورت زیر قابل بیان است : 

 

مولفه های سرعت اولیه در راستای قائم و افق با استفاده از زاویه پرتاب اولیه بدین صورت بدست می آیند : 

مولفه افقی سرعت جسم در طول حرکت بدون تغییر باقی می ماند. مولفه عمودی سرعت به صورت خطی تغییر می کند،زیرا شتاب ناشی از گرانش ثابت است.

بزرگی سرعت (بر اساس قضیه فیثاغورث که به عنوان قانون مثلث نیز شناخته می شود):
